# Cristina Juesas
Cristina Juesas (Madrid, 29 de abril de 1973) es una escritora y profesora española especializada en comunicación y organizadora de TEDxVitoriaGasteiz desde 2015.

## Biografía
En el año 1994 se graduó en Turismo por la Universidad de Oviedo. En 1995 realizó un postgrado en Calidad de servicios en la Escuela Oficial de Turismo de Madrid. Y en 2014 realizó un posgrado en periodismo y comunicación de la ciencia por la UNED.

### Trayectoria profesional
Su vida profesional comenzó en la atención al cliente. Después de 11 años en logística, pasó a ser responsable de comunicación y marketing de una empresa de productos dentales. Con la llegada de Internet, su vida personal y profesional cambiaron.
Fue asesora de nuevas tecnologías en el Gobierno Vasco, en Lehendakaritza, durante el gobierno de Patxi López. Escribió´y puso en marcha la Guía de Usos y Estilo en las Redes Sociales del Gobierno Vasco (que reutilizó de la guía de la Generalidad de Cataluña, con licencia Creative Commons). Como responsable de comunicación de Euskampus Fundazioa, ayudó a la Universidad del País Vasco en algunos proyectos de transformación digital.
Desde 2016 es consultora de comunicación en el más amplio sentido de la palabra: transformación digital y redes sociales, pero también presentaciones y hablar en público. Fue profesora del Basque Culinary en 2017 y 2018 impartiendo la asignatura de comunicación y taller de comunicación (ambas en inglés) para el 2º curso del grado de Gastronomía y artes culinarias del Basque Culinary Center. En 2019 empezó como profesora asociada en DigiPen Institute of Technology, donde imparte clases de comunicación, lenguaje audiovisual, ética y negocios en inglés.
Dirigió un curso de verano en la UPV/EHU sobre Comunicación de forma eficiente en la era de la información los años 2016, 2017 y 2018.
Entre sus trabajos destacan campañas de comunicación para el Gobierno Vasco, la Universidad del País Vasco, Tecnalia, Pfizer, CCOO, entre otras.

### Trayectoria de voluntariado
Organizadora de TEDxVitoriaGasteiz desde 2015, ha liderado talleres en tres conferencias TED en Tanzania (2018), Túnez (2019) y  Munich (2022).
Miembro de la organización para el aprendizaje de habilidades de comunicación y liderazgo Toastmasters International, donde fue District Director para el Distrito suroeste de Europa el curso 2020-2021, y ha formado parte de la junta directiva europea de esta organización.
Responsable de la comunicación en la Fundación IO, que desarrolla proyectos en materia de salud.
De 2019 a 2021 fue la primera presidenta de la asociación “Somos Mujeres y Empresarias”.

## Obras
- Autora de Guía de uso y estilo en redes sociales del Gobierno Vasco.[2]
- Autora de Guía de uso y estilo en redes sociales de la Universidad del País Vasco.[12]
- Coautora de Crisis de Comunicación online.[13]
- Coautora de Hablar en público en 4 pasos: método basado en El Viaje del Héroe.[14]
- Coordinadora de Curiosidades sobre las enfermedades infecciosas.[15]

## Premios y reconocimientos
- Dos veces, en 2018 y 2020,[16] obtuvo el Distinguished Toastmaster (DTM), máximo reconocimiento de aprendizaje en Toastmasters International.
- Ganó el premio bitácoras 2012 en la categoría mejor blog cultural con su proyecto unadocenade.com.[17][18]